# Rhinodia
Rhinodia là một chi bướm đêm thuộc họ Geometridae.